# 여성시대 제주입니다
여성시대 제주입니다는 제주MBC 표준FM의 종영 라디오 프로그램으로, 평일 오전 10시 5분부터 오전 11시까지 문경희, 지건보 아나운서가 진행으로 방송했던 제주 전지역의 라디오 프로그램이다. 2019년 3월 29일 자로 20년만에 폐지되었다.

## 주파수 안내
- 중파 774㎑
- 표준FM 97.9㎒ (제주), 표준FM 97.1㎒ (서귀포), 표준FM 106.5㎒ (서부)

## 진행자
- 지건보 아나운서 (남)
- 문경희 아나운서 (여)

## 방송되는 코너

### 요일 코너
- 월요일 : 약념지기 허혜원의 약이되는 음식이야기
- 화요일 : 양호진의 “화요일에 만나요”
- 수요일 : 사랑하는 내 아이야, 싸움의 기술
- 목요일 : 여성시대 알뜰장터
- 금요일 : 김광빈의 만물상

## 같이 보기
- 제주문화방송
- MBC 표준FM
- 여성시대 양희은, 서경석입니다